# Domeinen
Onder Domeinen worden in de loop der eeuwen in het algemeen verstaan de eigendommen van een hoogste machtshebber in een bepaald gebied. Aanvankelijk was dat een landsheer, graaf of ambachtsheer, bij een opkomende staatsvorming vaak overgaand op de gewestelijke Staten en later op de nationale staat.
De term wordt meestal in het meervoud gebruikt en is afgeleid van het Latijnse woord dominium, dat heerschappij, maar ook eigendom betekent. De afgeleide term domaniaal komt terug in begrippen als 'domaniale duinen' en domaniale mijn. De exploitatie van kleinere, particuliere domeinen wordt het domeinstelsel of hofstelsel genoemd.
Het beheer van domeinen werd door de eigenaren vaak opgedragen aan rentmeesters. Vanaf de Franse tijd werd het beheer der domeinen in feite een staatsaangelegenheid.
De domeinen van de Staat der Nederlanden werden sinds de 19e eeuw beheerd door een afzonderlijke dienst van het Ministerie van Financiën, die achtereenvolgens bekendstond onder de naam Directie der Domeinen, Dienst der Domeinen, Domeinen Onroerende zaken en sinds 2009 Rijksvastgoed- en Ontwikkelingsbedrijf (RVOB). In 2014 is dat op zijn beurt opgegaan in het Rijksvastgoedbedrijf. De uitvoering was opgedragen aan regionale eenheden (inspecties) waar in de loop der tijd functionarissen werkten met de naam agent, ontvanger, inspecteur en rentmeester. De domeinen van de koning heten Kroondomein en werden door afzonderlijke rentmeesters beheerd.
De omvang van de domeinen van de staat kon uitbreiding ondergaan door landwinning en inpolderingen. Enkele grotere voorbeelden daarvan zijn de Wieringermeer en Noordoostpolder, waar het domeinbestuur een belangrijk aandeel had in de vroegste ontwikkeling.